# José Eulogio
José Ángel Eulogio Téllez (ur. 11 lutego 2004 w Mexicali) – meksykański piłkarz występujący na pozycji bramkarza, od 2022 roku zawodnik Pachuki.